# Slacker Uprising
Slacker Uprising é um filme sobre a turnê de Michael Moore pelas faculdades dos swing states durante as eleições em 2004, com o objetivo de incentivar os eleitores de 18 a 29 anos de idade a votar e de mostrar a resposta que ele recebeu. O filme é uma versão reeditada de Captain Mike Across America, que foi exibido no Toronto International Film Festival em 2007.[carece de fontes?]
Segundo o website oficial do filme, é a primeira vez que um  longa metragem é lançado na Internet para download gratuito e legal (para residentes nos Estados Unidos e Canadá).  Também está disponível gratuitamente para visualização online e download na plataforma Lycos Cinema, bem como no iTunes e na Blip.TV,  e em formato DVD.
Slacker Uprising teve uma noite de apresentação única, no Michigan Theater, em Ann Arbor (Michigan), onde Michael Moore falou brevemente.
O filme apresenta performances ao vivo ou aparições de Eddie Vedder (do Pearl Jam), de Roseanne Barr, Joan Baez, Tom Morello (do Rage Against the Machine), R.E.M., Steve Earle e  Viggo Mortensen. A trilha sonora original é do Anti-Flag.